# Laura Balagué Gea
Laura Balagué i Gea (Barcelona, 20 de setembre de 1958) és una infermera i escriptora barcelonina de novel·la negra. Va estudiar infermeria i des de 1982 resideix a Sant Sebastià, on treballa en un centre de salut. Està casada i té dos fills. Escriu novel·la negra i entre els seus referents hi ha Vázquez Montalbán, P. D. James, Anne Perry, escriptores nòrdiques o Camilleri.

## Obres
Relats
- Sala de espera en revista on-line La rosa profunda
- Viaje a Suiza (Adamar, 2005) dins de Tusilata: el narrador
- Falsas apariencias (La esfera cultural, 2016) dins de Lecciones de Asesinos expertos[4]

Novel·les
- Vestidos de novia (Ediciones ocasionales LFDCB (La fábrica de cosas bonitas), 2008)[5]

- Las pequeñas mentiras (Ediciones B, 2015) (novel·la negra).
- Muerte entre las estrellas (Editorial Milenio, 2018) (novel·la negra).
- En el otro bolsillo (Editorial Erein, 2020, ISBN 978-8491096429) (novel·la negra).

### Llibres infantils
- La casa inquieta (Tandaia, 2018)[6]

## Premis i reconeixements
- 2000. Segon premi en el XI Certamen de Contes Atenea.[7]
- 2014. Premi La Trama de novel·la negra.[8]